# 1183
Cette page concerne l'année 1183  du calendrier julien. Pour l'année 1183 av. J.-C., voir 1183 av. J.-C.
L'année 1183 est une année commune qui commence un samedi.

## Événements

### Asie
- 17 août : l’ex-empereur du Japon Go-Shirakawa entre dans Kyōto escorté par Minamoto no Yoshinaka. La guerre de Gempei se poursuit : Minamoto no Yoshinaka attaque les Taira à plusieurs reprises, d’abord lors du siège de Hiuchi en (17-20 mai), puis à la bataille de Kurikara le 2 juin, avant de prendre la capitale Kyōto le 17 août, les Taira s’étant enfuis avec l’empereur Antoku et le trésor impérial le 14. Les excès que ses troupes y commettront causeront sa chute l’année suivante. Il poursuit les Taira dans leur fuite, les battant durant l’été à Shinohara avant que ses forces soient vaincues à la bataille de Mizushima le 17 novembre. Minamoto no Yukiie, voulant se venger de la défaite de Mizushima, encaisse une nouvelle défaite à la bataille de Muroyama une semaine plus tard[1]. Pendant ce temps, leur allié Kanehira Imai prend une forteresse Taira lors du siège de Fukuryūji[2].

- 8 septembre (Juei 2, 20e jour du 8e mois)  : début du règne de l’empereur du Japon Go-Toba (後鳥羽院)　(1180-1239) (fin en 1198)[3].

### Proche-Orient
- Janvier : Renaud de Châtillon envoie une escadre piller les côtes du Hedjaz[4].
- 18 juin : Saladin s’empare d’Alep et d’une partie de la Djézireh. La Syrie unifiée est rattachée à l’Égypte sous l’autorité incontestée du souverain ayyubide.
- 28 septembre : victoire ayyubide à la source de Tubania sur le régent du royaume de Jérusalem Guy de Lusignan[5].
- 29 septembre  : les armées de Saladin et de Guy de Lusignan se font face en Galilée. Saladin se retire le 8 octobre[6].

- 20 novembre :

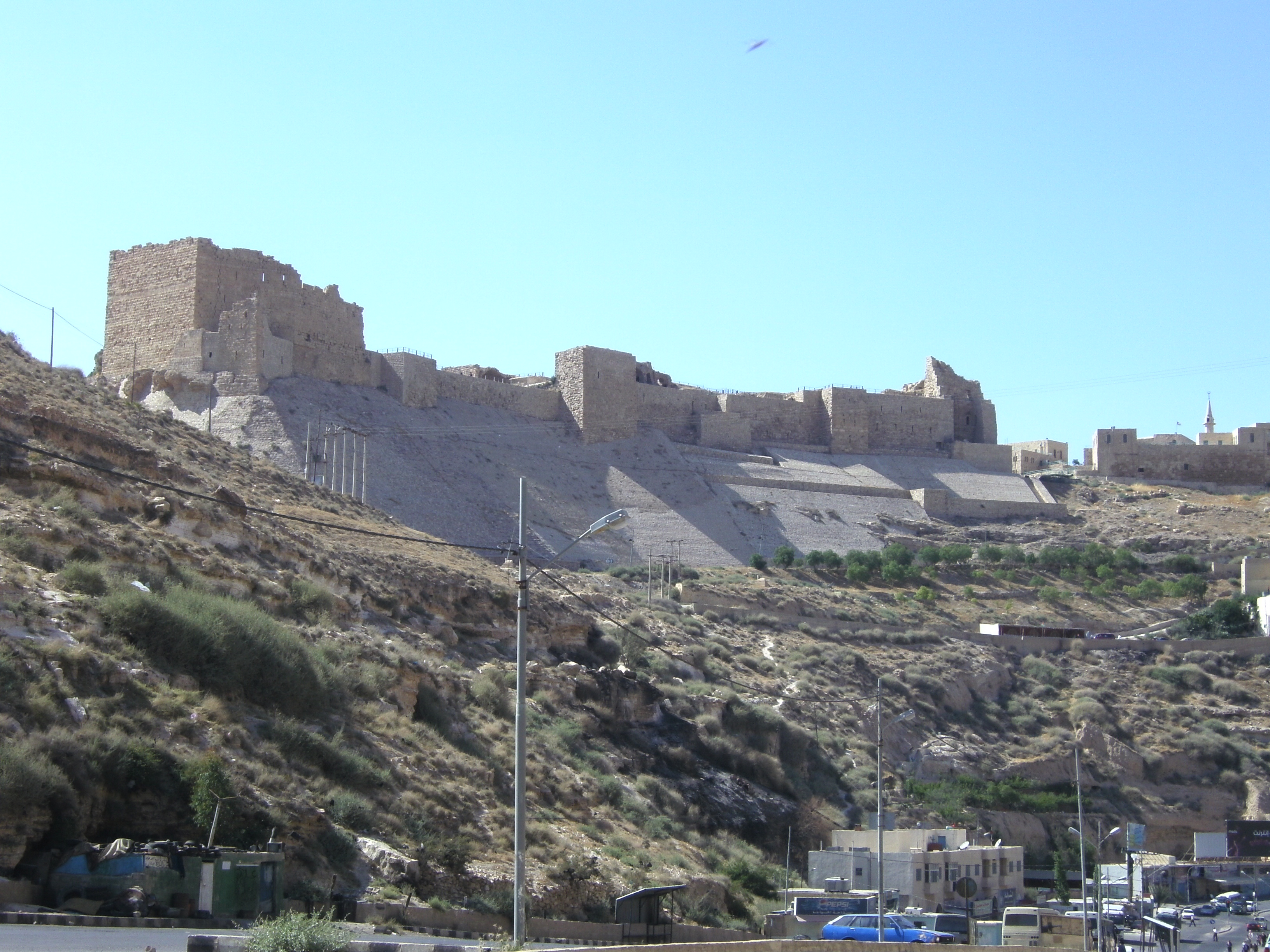
La forteresse de Kerak.

  - Sacre de Baudouin V, co-roi de Jérusalem[7].
  - Début du siège de Kerak[8]. Saladin lance plusieurs raids contre le territoire de Renaud de Châtillon. Il assiège la forteresse de Kerak, mais fait épargner le secteur où se déroulent les noces de la belle-fille de Renaud. Baudouin IV intervient et fait lever le siège le 4 décembre[9].

- Taille frappant les revenus de 2 % et instituant un fouage dans les casaux ruraux du royaume de Jérusalem[10].

### Europe
- Forte sécheresse en France du printemps à la fin de l’été (les puits et les fontaines sont à sec)[11].
- 5 février : Monreale, en Sicile, est érigée en archevêché par le pape Lucius III[12].

- 25 juin : la paix de Constance met un terme au conflit entre l’empereur germanique et la Ligue lombarde[13].
- 11 juillet : mort d’Othon Ier de Wittelsbach. Louis Ier de Wittelsbach (1229-1294), duc de Bavière.
- 20 juillet : une bande de 7000 Cotereaux ou Brabançon sont décimées par la Confrérie des Capuchons aidés par les troupes de Philippe Auguste près de  Châteaudun[14],[15].
- Août[16] : le patriarche de Constantinople Théodose abdique à la suite du projet d’Andronic Comnène de marier Irène, sa fille naturelle, avec Alexis, fils naturel de l’empereur Manuel Comnène, mariage réputé consanguin. Basile II Kamatéros lui succède après s’être engagé par écrit à se conformer à la volonté impériale[7].
- Septembre : Andronic Ier Comnène se fait couronner empereur byzantin (fin de règne en 1185)[7].
- Octobre : Alexis II Comnène est étranglé par son tuteur Andronic, petit-fils d’Alexis Ier Comnène, qui épouse à son tour Agnès de France[7].
- Ruaidri O’Connor se retire dans un monastère et abandonne le titre de Ard rí Érenn (roi suprême) d'Irlande[17] ; il est le dernier à l’avoir porté.